# Cirsium quercetorum
Cirsium quercetorum es una especie de cardo perteneciente a la familia Asteraceae. Es endémica de la costa de  California. 

## Descripción
Es una planta herbácea perenne que crece rastrera por el suelo. Tiene hojas espinosas lobuladas y dentadas. Las flores también en cabezas espinosas pueden ser de color blanco oscuro o púrpura. Esta planta se encuentra en los herbazales de la costa de California, aproximadamente en Santa Bárbara.

## Taxonomía
Cirsium quercetorum fue descrita por (Gray) Jeps. y publicado en A Flora of Western Middle California 507. 1901.
Etimología
Cirsium: nombre genérico que deriva de la palabra griega: kirsos = varices ;  de esta raíz deriva el nombre kirsion, una palabra que parece servir para identificar una planta que se utiliza para el tratamiento de este tipo de enfermedad. De kirsion, en los tiempos modernos, el botánico francés Tournefort (1656 - 708) ha derivado el nombre Cirsium del género.
quercetorum: epíteto latino que significa "del bosque de robles".
Sinonimia
- Carduus quercetorum (A.Gray) Greene
- Cirsium walkerianum Petr.
- Cnicus quercetorum A.Gray basónimo[3]